# Fort Worth Alliance Airport

i7
i11
i13
Der Perot Field Fort Worth Alliance Airport (IATA-Code: AFW, ICAO-Code: KAFW) ist ein Verkehrsflughafen in Fort Worth im US-Bundesstaat Texas. Der Flughafen ist im Besitz der Stadt Fort Worth und wird von Alliance Air Services, einer Tochtergesellschaft von Hillwood Development, betrieben. Er ist nach dem Dallas/Fort Worth International Airport der zweitgrößte Flughafen im Norden von Texas.
Neben der Allgemeinen Luftfahrt dient der Flughafen als regionales Luftfahrt-Drehkreuz von FedEx. Bis zur Insolvenz des Mutterkonzerns AMR Corporation diente er auch als Wartungsbasis von American Airlines.

## Geschichte
Angekündigt als der erste industrielle Flughafen der Welt, wurde der Fort Worth Alliance Airport von der Stadt Fort Worth in Zusammenarbeit mit der Federal Aviation Administration und der Hillwood Development Company entwickelt und gebaut. Der Spatenstich erfolgte im Juli 1988 und der Flughafen wurde am 14. Dezember 1989 offiziell eröffnet.
Bevor das sogenannte Wright Amendment im Jahr 2006 teilweise und 2014 schließlich vollständig aufgehoben wurde, war der Alliance Airport gelegentlich Ursache von Streitigkeiten zwischen den Städten Dallas und Fort Worth. Das Wright Ammendment war ein Bundesgesetz, das überregionale Linienflüge ab dem Flughafen Dallas Love Field regelte, um den Dallas/Fort Worth International Airport vor Konkurrenz zu schützen. Es verbot beiden Städten den Betrieb von städtischen Flugplätzen, die potentielle Konkurrenz für den Dallas/Fort Worth International Airport darstellen könnten. Die Stadt Fort Worth argumentierte jedoch, der Alliance Airport sei keine direkte Konkurrenz zum Dallas/Fort Worth International Airport, da dort keine Passagierflüge durchgeführt und die Basen von FedEx und American Airlines nicht auf dem internationalen Flughafen stationiert werden würden.
In den frühen 1990er Jahren wurden Rufe nach Lockerungen der Beschränkungen laut, um den lokalen Linienverkehr zu fördern. Am 21. Februar 1992 drohte Dallas, eine vorgeschlagene Erweiterung des Alliance Airports mit einem Volumen von 120 Millionen US-Dollar zu blockieren und warf Fort Worth vor, die Unterstützung anderer lokaler Flugplatzprojekte untergraben zu wollen. Dem Stadtverordnete Jerry Bartos, einflussreicher Unterstützer der Aufhebung des Wright Ammendment, wurde vorgeworfen, er mache den Alliance Airport zum Wahlkampfthema, um das Wright Ammendment aufzuheben. Am 25. Februar zog Dallas seine Einwände zurück, nachdem klar geworden war, dass die geplante Erweiterung die Bundeszuschüsse für andere lokale Flugplätze nicht beeinflussen würde.
1993 schlug die russische Fluggesellschaft Aeroflot den Bau einer Frachtbasis auf dem Alliance Airport für die Verbindung zu drei russischen Flughäfen vor. Am 6. Mai 1993 landete eine Gruppe russischer Funktionäre in einer Ilyushin Il-96 auf dem Alliance Airport, um den Bau zu verhandeln. Dies war die erste Landung der neuen Passagiermaschine in den Vereinigten Staaten.
Im Jahr 1998 wurde das Wright Ammendment wieder zum Thema als Fort Worth und American Airlines die Stadt Dallas, Continental Airlines, Continental Express und Legend Airlines wegen der Unterstützung des Shelby Ammendment verklagte, das die Bestimmungen des Wright Ammendment in Bezug auf Flüge nach Alabama, Kansas und Mississippi lockerte. Am 1. Oktober 1998 verklagte im Gegenzug Legend Airlines Fort Worth, ein doppeltes Spiel zu spielen, indem es den Alliance Airport fördere und gleichzeitig eine Erweiterung des Flughafens Dallas Love Field zu verhindern versuche. Der führende Anwalt von Fort Worth, Lee Kelly, bestritt die Vorwürfe und sagte, dass zum fraglichen Zeitpunkt weder Passagier- noch anderer, zum Dallas/Fort Worth International Airport konkurrierender Verkehr am Alliance Airport abgewickelt würde. Fort Worths Bürgermeister Kenneth Barr bezeichnete die Vorwürfe als einen „Haufen Unsinn“. Am 29. Oktober 1998 wies Richter Bob McCoy die Klage als unzulässig ab.
Im April 2018 wurde ein Projekt im Volumen von 260 Millionen US-Dollar für den Ausbau der Roll-, Start- und Landebahnen abgeschlossen, um schweren Frachtflugzeugen den Start zu Nonstopflügen nach Europa bei den heißen und hohen Wetterbedingungen des texanischen Sommers zu ermöglichen. Das Projekt wurde bereits 2003 begonnen und erforderte die Verlegung des Highway FM 156 und einer Bahnlinie der BNSF Railway.
Im Dezember 2022 wurde der Name des Flughafens zu Ehren von Ross Perot in Perot Field Fort Worth Alliance Airport geändert.

## Fracht
FedEx Express fliegt vom Alliance Airport die Flughäfen Anchorage, Atlanta, Austin, Burbank, Chicago–O’Hare, Denver, El Paso, Fort Lauderdale, Greensboro, Houston–Intercontinental, Indianapolis, Kansas City, Long Beach, Los Angeles, Memphis, Minneapolis/St. Paul, Oakland, Ontario, Orlando, Portland (Oregon), San Antonio, San Francisco, Seattle, Tampa, Tulsa und Wichita an. Amazon Air fliegt nach Lakeland, Minneapolis/St. Paul, New Orleans, New York-JFK, Ontario, Portland (Oregon) und Richmond.

## Anlieger

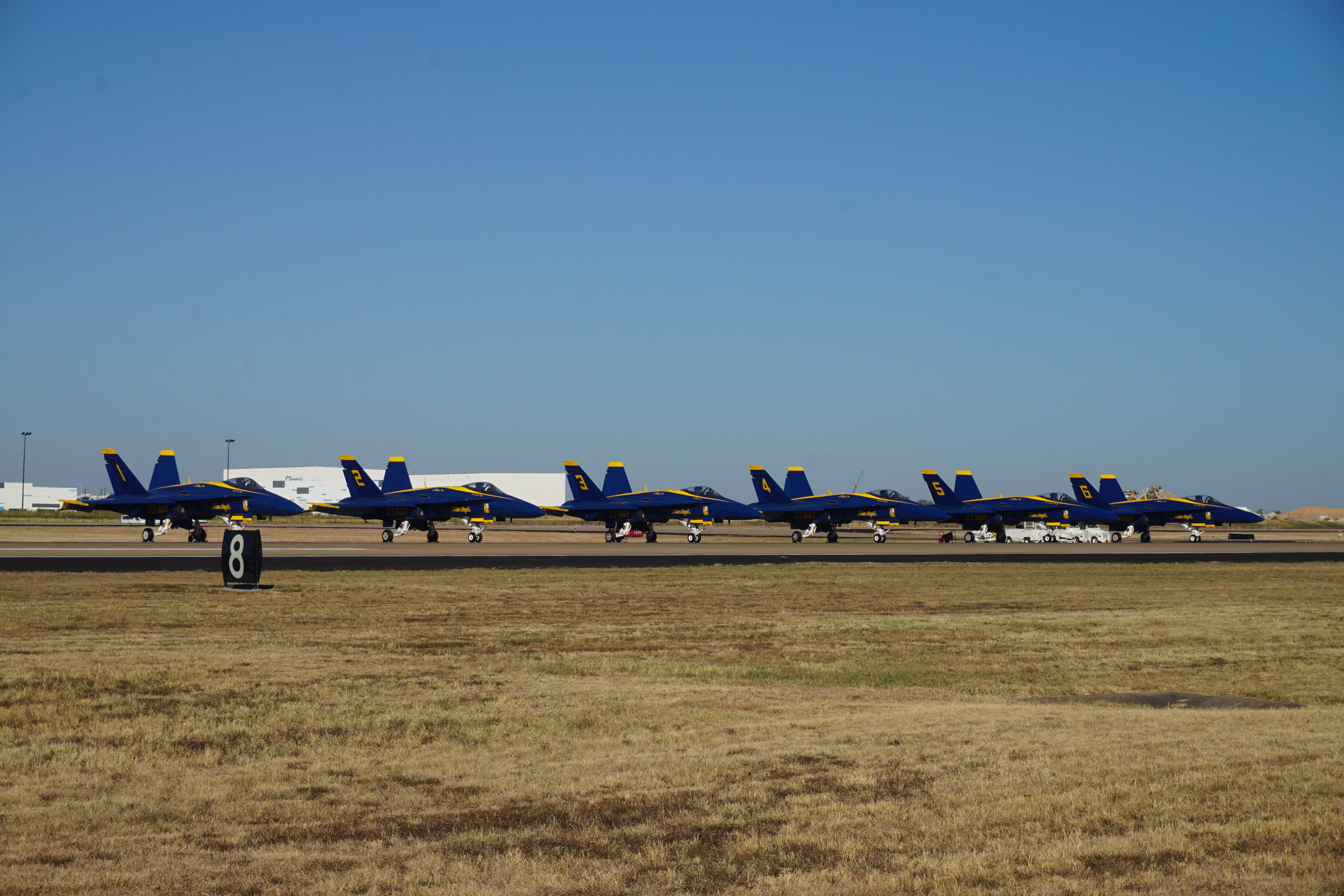
F/A-18 Hornets der Blue Angels bei der Fort Worth Alliance Air Show 2019

Bis zur Reorganisation des Mutterkonzerns war American Airlines mit einer Wartungsbasus der größte Anlieger des Flughafens. Heutige große Anlieger sind:
- Amazon Air
- BNSF Railway
- Bell Helicopter Textron
- Drug Enforcement Administration
- DynCorp
- FedEx
- MTU Maintenance

## Trivia
Auf dem Alliance Airport wurde im Jahr 2004 die kurzlebige Fernsehserie LAX gedreht, die auf dem Los Angeles International Airport spielt.